# Norra Kråkgölen
Norra Kråkgölen är en sjö i Vaggeryds kommun i Småland och ingår i Lagans huvudavrinningsområde. Sjön är 4,6 meter djup, har en yta på 0,009 kvadratkilometer och befinner sig 260,5 meter över havet.